# Nicolas-Victor Vilain
Nicolas-Victor Vilain fue un escultor francés, Premio de Roma en escultura en 1838.

## Datos biográficos
Nicolas-Victor Vilain nació el 3 de agosto de 1818 en París donde su padre era herrador de caballos.
Entró en la École nationale supérieure des beaux-arts de París en 1834, donde fue alumno de James Pradier y de Paul Delaroche.
En 1837, obtuvo el segundo gran Premio de Roma con « Marius debout sur les ruines de Carthage » antes de verse consagrado por el primer premio, al año siguientecon « David jouant de la harpe pour apaiser les fureurs de Saül ».
Sus exposiciones regulares en el Salón de los Artistas franceses fueron notorias y le valieron para obtener numerosos encargos públicos de la Villa de París o de particulares.
Falleció en París, el 6 de marzo de 1899 ; había obtenido el rango de Caballero de la Legión de Honor en noviembre de 1849.

## Obras
•Marius debout sur les ruines de Carthage (Marius frente a las ruinas de Cartago) : estatua en mármol (h. 1,90 m) fechada en 1857 ; encargo del ministerio del interior francés; estuvo expuesta en el Salón de París de 1861 y posteriormente en la Exposición universal de 1867 ; está instalada en los jardines del Palacio de Luxemburgo. ·
•David jouant de la harpe pour apaiser les fureurs de Saül (David tocando el arpa para calmar la furia de Saul): bajorrelieve en escayola (h. 1,29 m x l. 1,59 m) con el que el artista fue coronado con el primer premio de Roma en 1838 ; está conservado en la Escuela de Bellas Artes de París.
•Busto de Félix d’Arcet: fue con este busto en mármol con el que Vilain debutó en el Salón de 1838.
•Museo del Louvre : N-V. Villain es el autor de muchas obras que ornan el Palacio del Louvre de París:
-La Terre et l’Eau - La Tierra y el Agua : coronamiento de la buhardilla del pabellón Colbert fechada en 1857.
File:

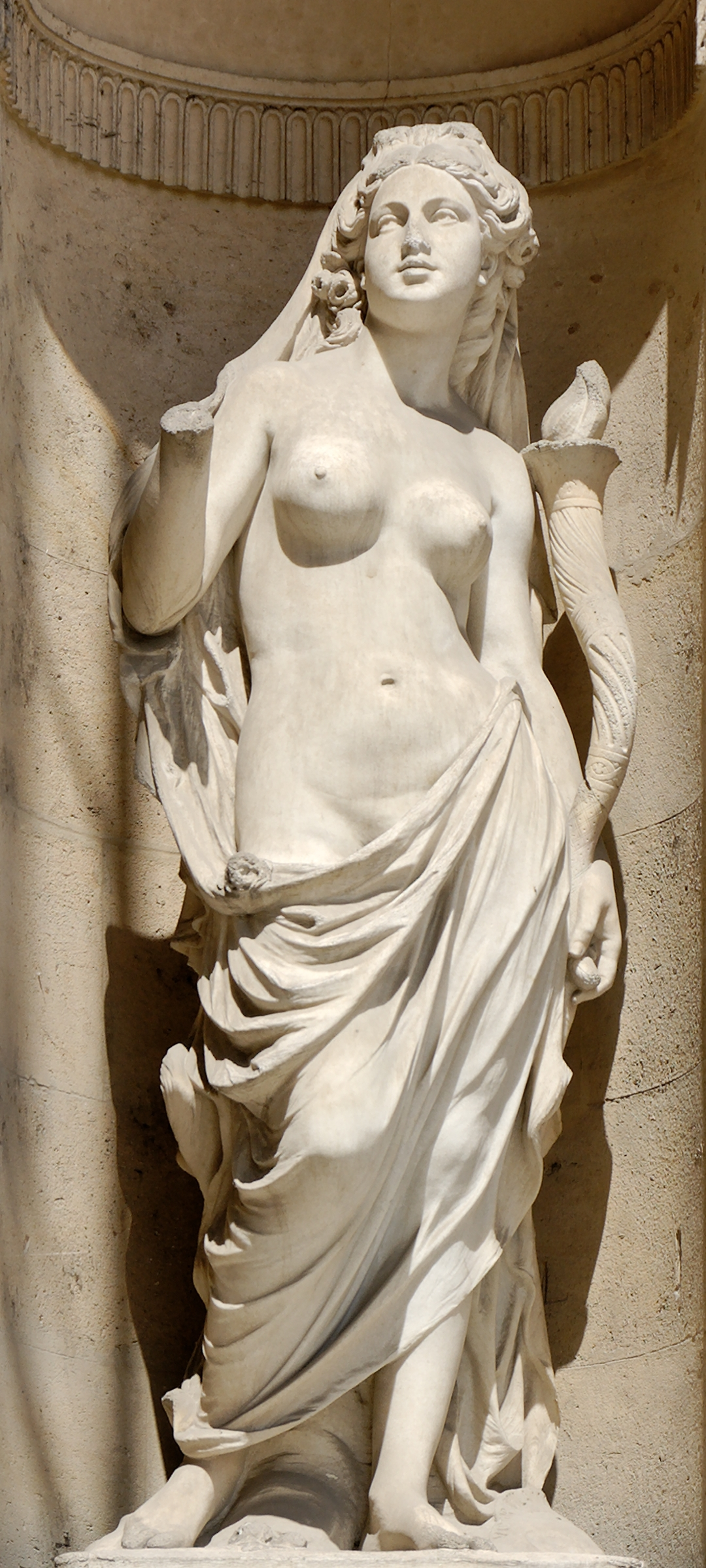
Aurore (1883), Fachada Norte del cour Carrée del palacio del Louvre.

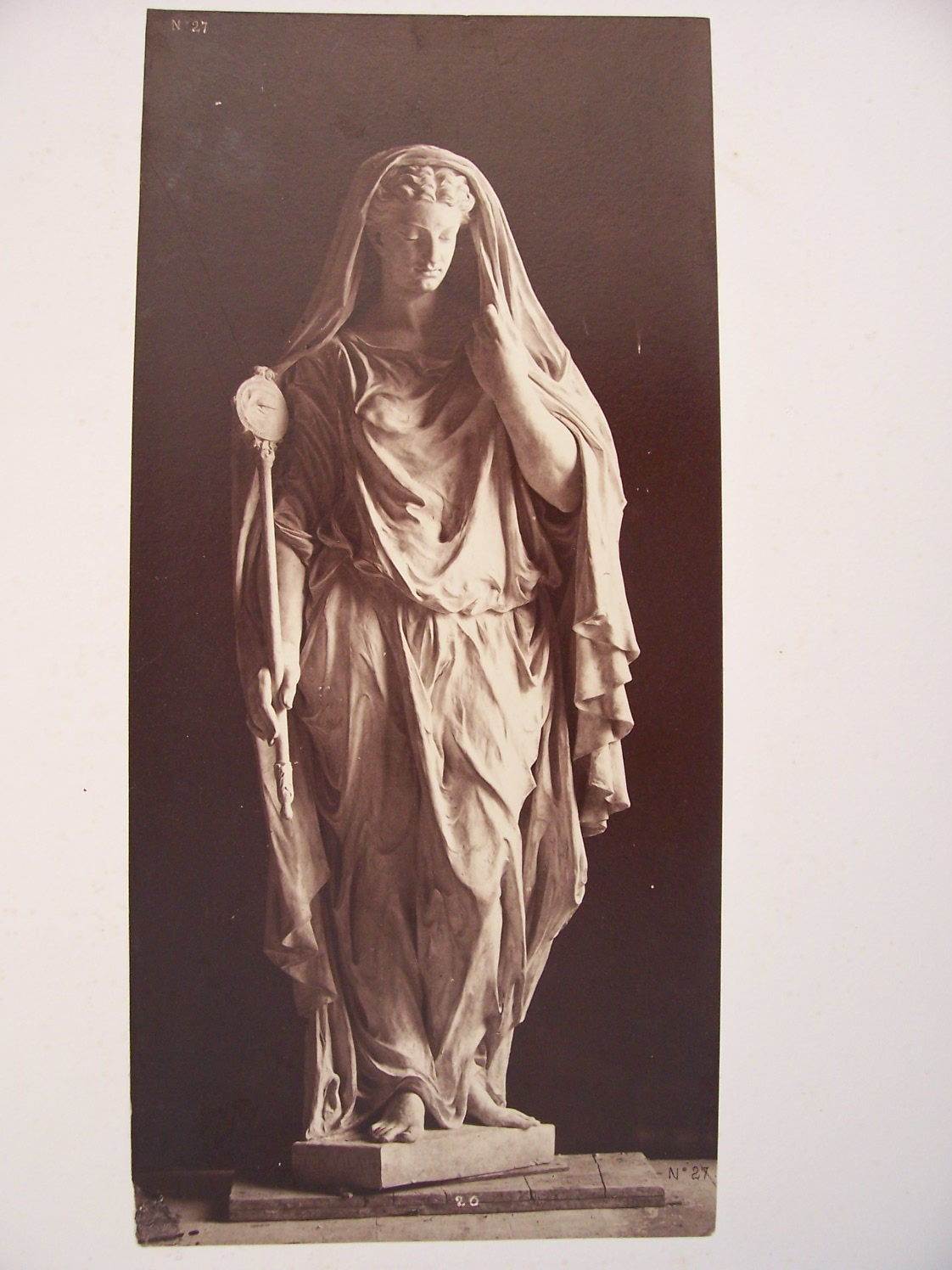
Modestia, para la Ópera Garnier.

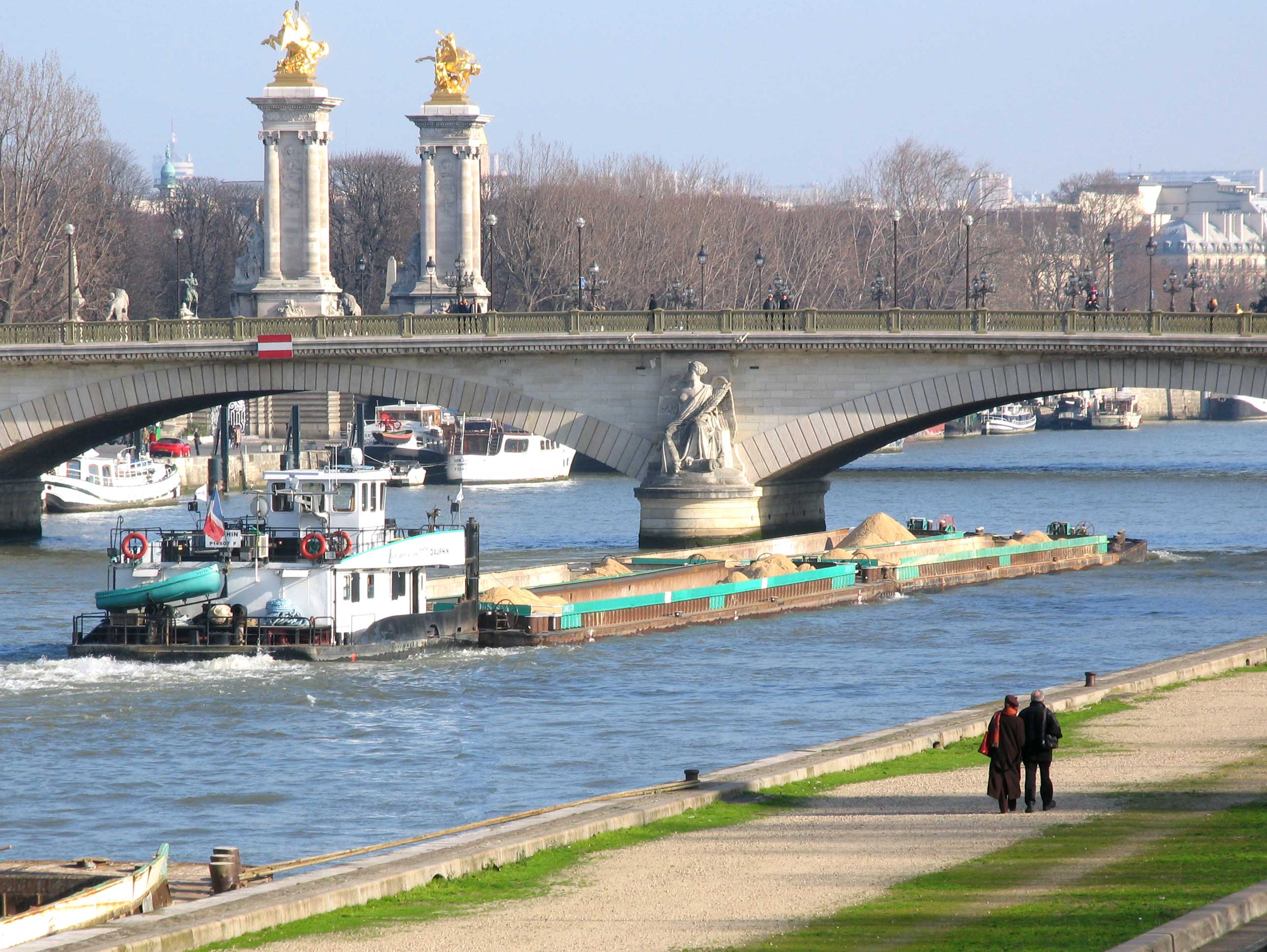
La Victoria terrestre, del Puente de los Inválidos.

- Dos cariátides : pabellón Colbert.

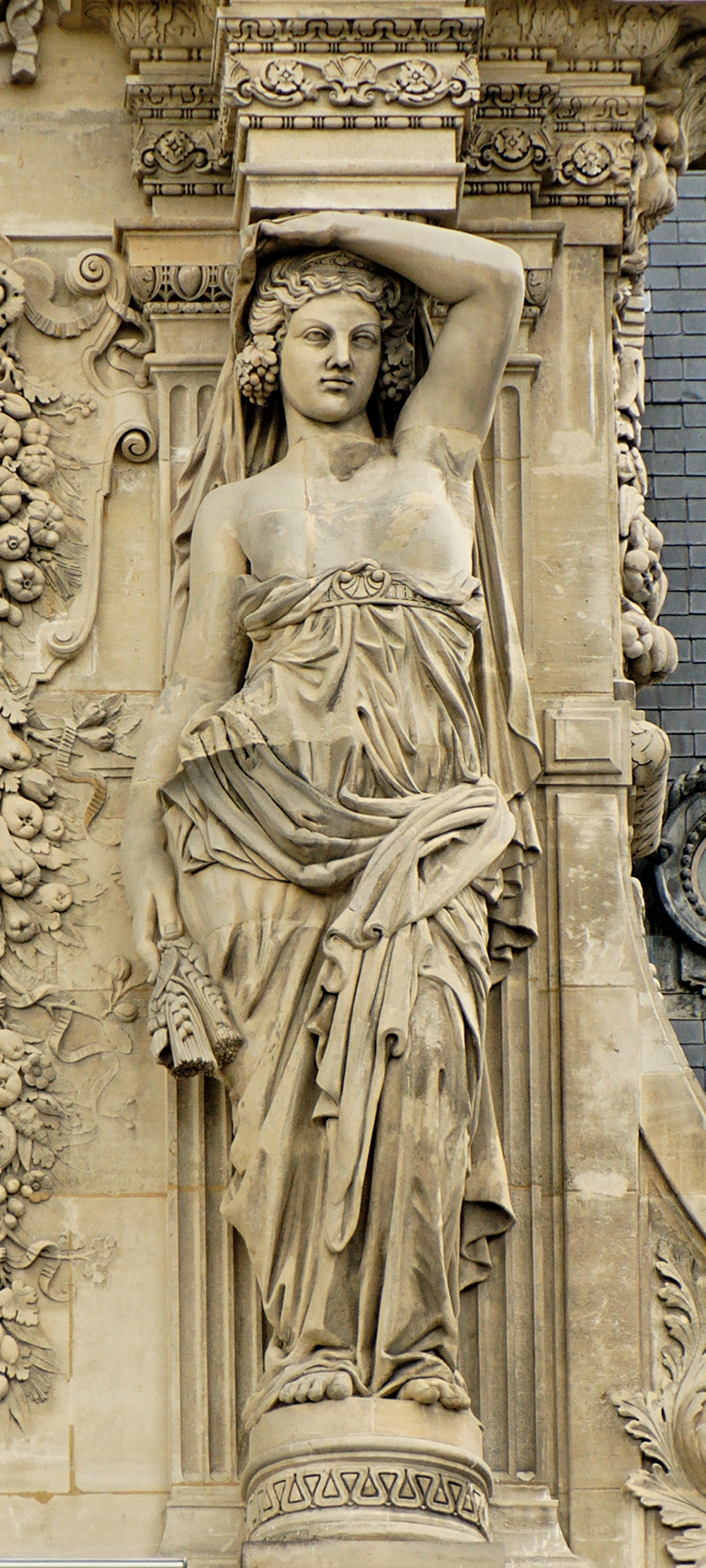
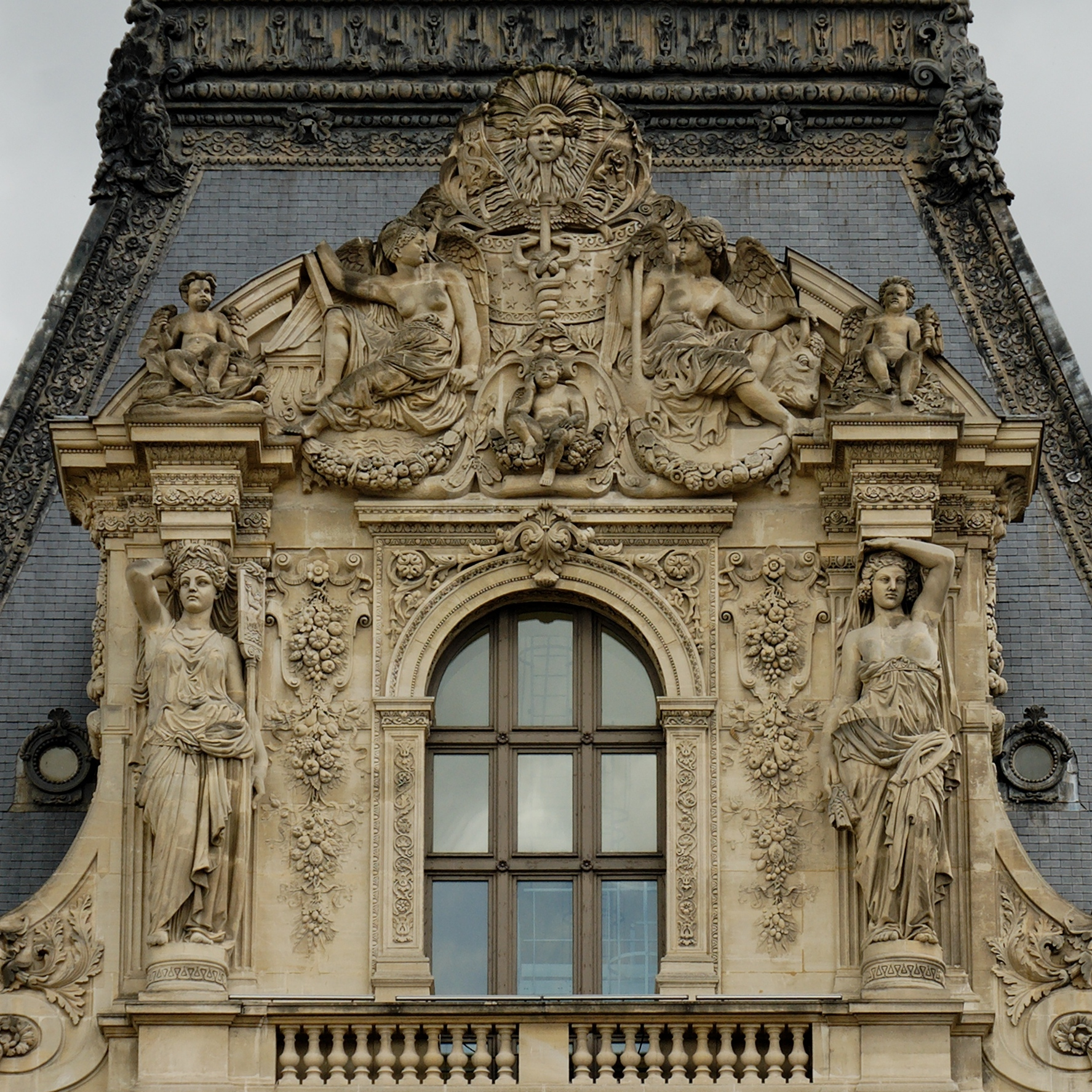
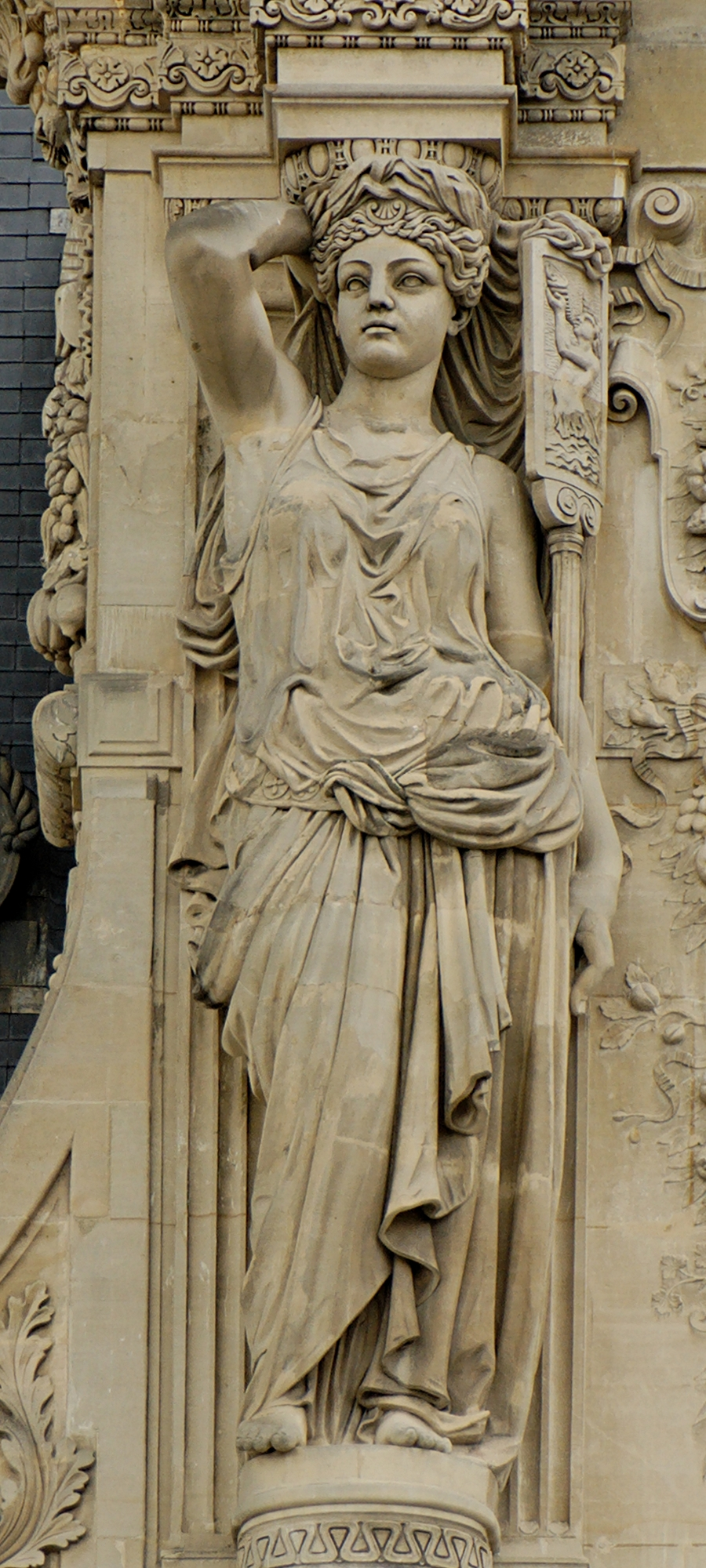

 Pulsar sobre la imagen para ampliar. 
- Aurore : expuesta en el salón de 1879, en la serie de obras que adornan los nichos de la planta baja del ala norte.
- Bajorrelieve: uno de los ocho frontones que decoran el ala de Flore, fechado en 1866.
- Estatua de André Grétry : 1857, entre los hombres ilustres del ala Henri II.
-Estatua de Kléber : 1855, entre los generales del pabellón de Rohan, en la fachada de la Rue de Rivoli.
•Busto de Henri d’Orléans : busto en yeso. 0,36 m) de Enrique de Orleans, duque de Aumale presentado en el salón de 1874 ; se conserva en el museo Condé en el Castillo de Chantilly.
• Modestie - Modestia : para el recibidor de la Ópera Garnier, el modelo en yeso, fechado en 1872, se conserva en el Museo de Orsay desde 1983.
• La Victoire terrestre - La Victoria terrestre: una de las dos efiguras alegóricas del Puente de los Inválidos en París fechada en 1854 ; en el otro costado del puente se encuentra la Victoire maritime -Victoreia marítima , obra de Georges Diebolt.
• Fama: en el Ayuntamiento de París , bajorrelieve en el tímpano de la buhardilla (h. 1.40 mx 2.70 m) de la parte central del ático; encargo del 10 de octubre de 1879, entregada en 1881
•Medallón de Guillaume Etienne : fechado en 1845, medallón sobre la sepultura en el cementerio del Père Lachaise.
•Busto de Silvestre de Sacy : busto de Ustazade Silvestre de Sacy presentado fuera de concurso en el Salón de 1887 y espuesto en Biblioteca Mazarino donde había sido uno de los conservadores y posteriormente administrador en 1848.
•Estatuas religiosas : Vilain realizó un número importante de estatuas para los edificios religiosos de París (Saint-Jean Baptiste sentado para la Eglise Saint-Laurent en 1845, Jésus Christ louant saint Thomas y Saint Thomas d'Aquin en extase para la Église saint-Thomas d’Aquin, Saint Germain l'Auxerrois bendiciendo para la Église saint-Germain-l’Auxerrois ….) o de provincias: la Trinité para la Église de Saint-Ouen en Rouen, Drogon, uno de os hijos de Tancredo de Hauteville para la cathédrale de Coutances ….